# Élections fédérales canadiennes de 2011 à l'Île-du-Prince-Édouard
Les élections fédérales canadiennes de 2011 à l'Île-du-Prince-Édouard ont vu le Parti libéral remporter 3 sièges et le Parti conservateur un, comme en 2008.

## Résultats provinciaux
| Parti | Parti        | Parti    |      |
| ----- | ------------ | -------- | ---- |
|       | Conservateur | Sièges : | 1    |
|       | Conservateur | Voix :   | 41,2 |
|       | NPD          | Sièges : | -    |
|       | NPD          | Voix :   | 15,4 |
|       | Libéral      | Sièges : | 3    |
|       | Libéral      | Voix :   | 41,0 |
|       | Vert         | Sièges : | -    |
|       | Vert         | Voix     | 2,4  |

## Résultats par circonscription
| Circonscription | Candidats | Candidats                   | Candidats | Candidats                       | Candidats | Candidats                      | Candidats | Candidats                     | Candidats | Candidats                   |  | Député sortant    |
| Circonscription |           | Conservateur                |           | Libéral                         |           | NPD                            |           | Vert                          |           | Autre                       |  | Député sortant    |
| --------------- | --------- | --------------------------- | --------- | ------------------------------- | --------- | ------------------------------ | --------- | ----------------------------- | --------- | --------------------------- |  | ----------------- |
| Cardigan        |           | Michael Currie 8 111 38,38% |           | Lawrence MacAulay 10 484 49,61% |           | Lorne Cudmore 2 164 10,24%     |           | Leslie Stewart 373 1,77%      |           |                             |  | Lawrence MacAulay |
| Charlottetown   |           | Donna Profit 6 040 32,71%   |           | Sean Casey 7 292 39,48%         |           | Joe Byrne 4 632 25,08%         |           | Eliza Knockwood 417 2,26%     |           | Baird Judson (PHC) 87 0,47% |  | Shawn Murphy†     |
| Egmont          |           | Gail Shea 10 467 54,65%     |           | Guy Gallant 5 998 31,31%        |           | Jacquie Robichaud 2 369 12,37% |           | Carl Anthony Arnold 320 1,67% |           |                             |  | Gail Shea         |
| Malpeque        |           | Tim Ogilvie 7 934 39,10%    |           | Wayne Easter 8 605 42,40%       |           | Rita Jackson 2 970 14,63%      |           | Peter Bevan-Baker 785 3,87%   |           |                             |  | Wayne Easter      |